# María de Toledo
María de Toledo (* ca. 1490; † 1549 in Santo Domingo, Dominikanische Republik, vollständiger Name María Álvarez de Toledo y Rojas) war die Ehefrau von Diego Kolumbus, Sohn des Christoph Kolumbus und zweitem Vizekönig von Neuspanien.
Als Tochter von Fernando Álvarez de Toledo, der seinerseits der Hauptkommandierende der Truppen Leóns und Bruder des zweiten Herzogs von Alba, Fadrique Álvarez de Toledo war, gehörte María de Toledo zum engsten Umkreis der spanischen Königspaars, Isabella I. von Kastilien und Ferdinand II. von Aragonien. Insbesondere Christoph Kolumbus dürfte die eheliche Verbindung seiner Familie mit dem spanischen Adel sehr entgegengekommen sein, hatte er doch seinen Sohn Diego im Testament von 1498 zum alleinigen Erben aller Privilegien bestimmt.
Wenige Monate nach der Ernennung von Diego Kolumbus zum zweiten Vizekönig der spanischen Kolonien in Amerika übersiedelte María mit ihrem Gatten nach Santo Domingo, wo sie am 9. Juli 1509 eintraf. Begleitet wurde sie von einem Gefolge von Hofdamen. Diese und andere Frauen der gehobenen Gesellschaft gaben einer der heutigen Prachtstraßen Santo Domingos ihren Namen, der Calle Las Damas – sie pflegten hier zu flanieren.
Ihrem Mann gebar María de Toledo sechs Kinder: Luis, Cristóbal, Felipa, María, Juana und Isabel. Der 1522 geborene Luis Kolumbus sollte 1540 Generalkapitän von Santo Domingo und Erbe seines Großvaters werden.
Nach dem Tod ihres Mannes nahm sich María de Toledo, die nunmehr quasi selbst zur Vizekönigin aufgestiegen war und von ihren Zeitgenossen als kluge und energische Frau beschrieben wurde, der Familienangelegenheiten an und wurde bei den so genannten Pleitos Colombinos zu einer der vehementesten Verfechterinnen der Kolumbus-Partei. Bei den Pleitos Colombinos handelte es sich um eine Reihe von Prozessen, die von 1508 bis 1563 zwischen der Familie Kolumbus und der spanischen Krone geführt wurden und bei denen es um die Wiederherstellung der ursprünglich in den Capitulaciones de Santa Fe gewährten Privilegien ging.
1536 verfügte sie, dass die sterblichen Überresten von Christoph Kolumbus, die bis dahin auf dessen ausdrücklichen Wunsch im Kartäuserkloster Santa María de las Cuevas in Sevilla geruht hatten, sowie die seines Bruders Diego Kolumbus, nach Santo Domingo überführt und dort in der Kathedrale Santa María La Menor beigesetzt wurden. 1544 jedoch reiste sie wegen der anhängigen Rechtsstreitigkeiten mit der spanischen Krone nach Sevilla. Es wird spekuliert, sie könne bei diesem Anlass deren Gebeine mit sich geführt haben, da später auch die andalusische Hafenstadt für sich an Anspruch nahm, letzte Ruhestätte für die beiden Kolumbus-Brüder zu sein (siehe dazu auch die Diskussion zur Herkunft von Christoph Kolumbus).
1549 starb María de Toledo in Santo Domingo. Sie ist dort in der Hauptkapelle der Kathedrale Santa María La Menor bestattet.